# Embia ramburi
Embia ramburi är en insektsart som beskrevs av Rimsky-korsakow 1905. Embia ramburi ingår i släktet Embia och familjen Embiidae. Inga underarter finns listade i Catalogue of Life.